# 2-я Жерновская улица

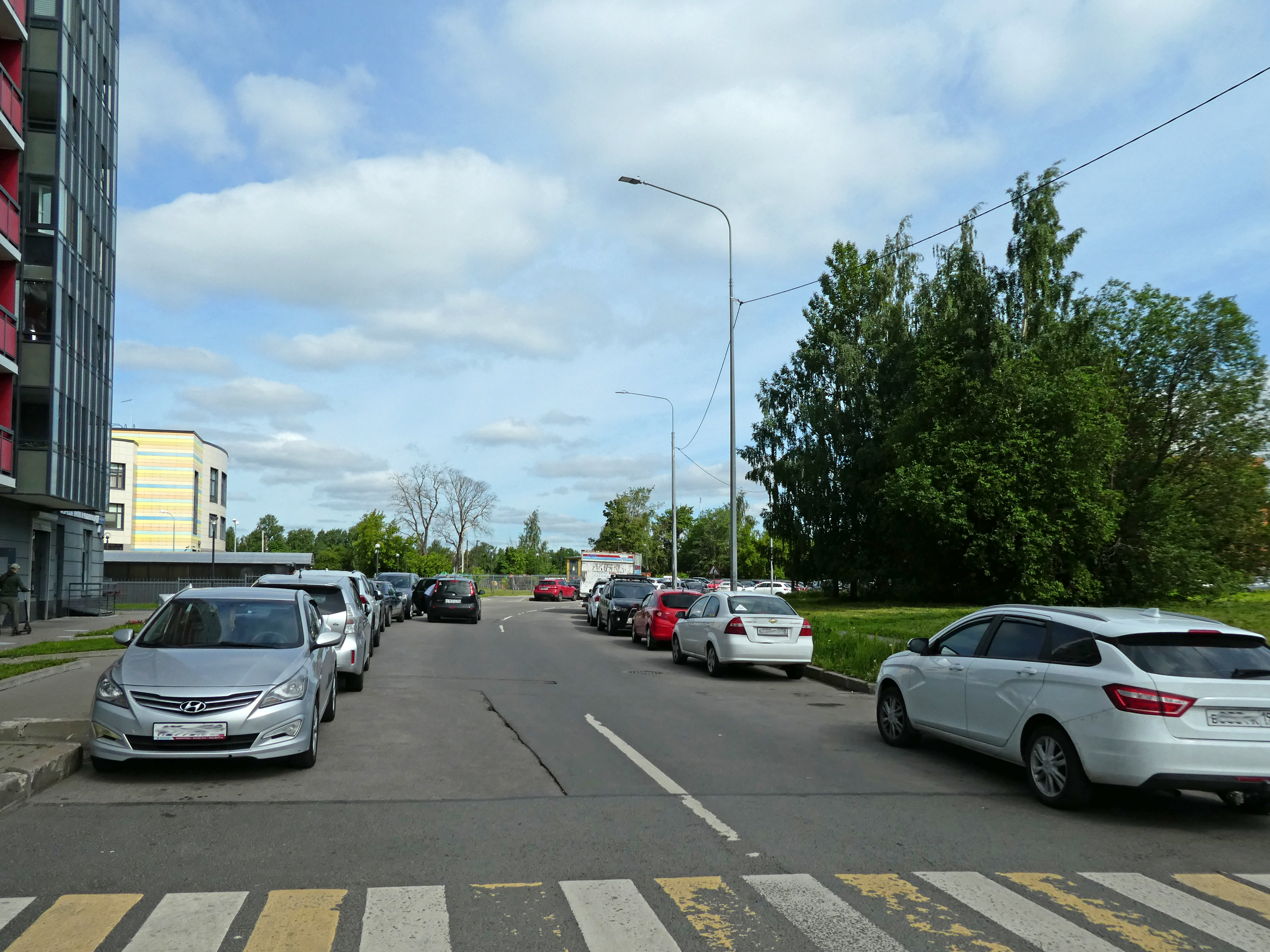
Вид от Ириновского проспекта

2-я Жерно́вская улица — улица в Красногвардейском районе Санкт-Петербурга. Проходит от реки Лубьи до Ириновского проспекта. Протяжённость — 1050 м.

## История
В 1715 году по указу государя Петра I на Охте началось строительство пороховых заводов. Сам район получил позже название Пороховые, находившаяся рядом с заводами деревня была названа Жерновкой («в честь» пороховых жерновов).
Улица названа по деревне Жерновка (упразднена в результате застройки района Ржевка-Пороховые), в сторону которой вела. С конца XIX века до 1956 года носила название 2-я линия.

## География
2-я Жерновская улица продолжает упразднённое шоссе Армашёвской слободы и уходит на восток, пересекая ряд улиц, а также реку Луппу (Лубью), а затем изгибаясь строго на север и доходя до улицы Красина.[уточнить] Первоначально проходила от р. Лубьи за улицу Потапова. Участок у улицы Потапова был упразднен в 1980-е годы. Часть 2-й Жерновской улицы, потерявшая связь с улицей Потапова, существует ныне как проезд без названия, примыкающий с востока к ул. Потапова.  31 декабря 2008 года ко 2-й Жерновской улице был присоединён участок улицы Лазо от Ириновского проспекта до 2-й Жерновской улицы. По состоянию на 2013 год 2-я Жерновская улица официально проходит от реки Лубьи до Ириновского проспекта.
Нумерация домов по улице начинается с востока.
По чётной (восточной и южной сторонам) улицы располагается зелёная зона с протекающей по ней рекой Луппой (Лубьей). По нечётной стороне первые строения можно встретить практически у самой улицы Коммуны, в 250 метрах от перекрёстка. Кроме того, по нечётную сторону улицы, в излучине Луппы есть небольшое озеро, некогда бывшее частью прежнего русла реки.
В состав 2-й Жерновской улицы входит Жерновский мост.

## Здания и сооружения
- дом 46 — ГБУ Санкт-Петербургская городская ветеринарная станция
- дом 63 — Пожарная часть № 28 ОФПС № 16 МЧС РФ (ПЧ № 28)

## Транспорт
Движение общественного транспорта по улице отсутствует. На пересечении с улицей Коммуны находится автобусная остановка, которую обслуживают следующие маршруты:
- Коммерческие автобусы: № К430, 530
- Социальные автобусы: № 37, 92, 102, 103, 124,  290, 492, 534

Платформы: Раздельный пост (1670 м), Ржевка (1650 м)

## Пересечения
С востока на запад:
- Мельничный переулок
- 6-я Жерновская улица
- улица Коммуны
- Ириновский проспект и улица Лазо